# フランチェスコ・マリーア・デッラ・ローヴェレの肖像
『フランチェスコ・マリーア・デッラ・ローヴェレの肖像』（伊: Ritratto di Francesco Maria Della Rovere, 英: Portrait of Francesco Maria della Rovere）は、イタリア、ルネサンス期のヴェネツィア派の巨匠ティツィアーノ・ヴェチェッリオが1536年から1538年に制作した肖像画である。油彩。ウルビーノ公爵フランチェスコ・マリーア1世・デッラ・ローヴェレを描いた作品で、公爵夫人の肖像画と対作品となっており、肖像画家としてのティツィアーノの技術が最も成功した作例の1つとして知られる。デッラ・ローヴェレ家、メディチ家のコレクションを経て、現在はフィレンツェのウフィツィ美術館に所蔵されている。

## 制作経緯
1536年のフランチェスコ・マリーア1世・デッラ・ローヴェレの書簡から、この肖像画はヴェネツィアで制作されたことが知られている。ティツィアーノによる制作をより現実のものとするため、公爵は自身のドイツ風の甲冑を細部まで描けるようにとティツィアーノの工房に送った。そして1538年に十分な時間が経過したのでその返還を要求した。制作はボローニャでの戴冠式（1530年）でヴェネツィア人を率いて神聖ローマ皇帝カール5世から公に称賛され、フランチェスコ・マリーアの名声が高まった後に行われた。
戴冠式当時、ティツィアーノはボローニャにいたが、その際にフランチェスコ・マリーアが肖像画の制作を要求した可能性はほとんどない。近年のX線撮影が示しているように、ティツィアーノはすでに素描されていたキャンバスを再利用して制作した。ティツィアーノがモデルを直接見ずに制作することは珍しいことではなく、例としては、画家に送られた簡単な素描に基づいて制作されたパラティーナ美術館の『ジュリア・ヴァラーノの肖像』（Portrait of Giulia Varano）が挙げられる。
エレオノーラ・ゴンザガの肖像画は1536年1月に考案され、1536年9月からヴェネツィアに公爵夫人が滞在した際に制作された。フランチェスコ・マリーアのそれは同年の春から夏に始まり、遅く1538年までに完了しなければならなかった。ウフィツィ美術館（n.20767）の素描版画部門には公爵の全身像の素描が所蔵されているが、おそらく、肖像画の最初の構想は、男性の肖像画を妻の肖像画と一致させるために破棄された。これは女性の全身像の肖像画がまだイタリアで一般的でなかったためである。作品はほぼ正方形の画面に、おそらく公爵の鎧を着た工房の見習いから作られた習作をもとに描かれた。

## 作品

フランチェスコ・マリーアの妻を描いた対作品の肖像画『エレオノーラ・ゴンザーガの肖像』。同じくウフィツィ美術館所蔵。

公爵が選んだポーズは、かつてティツィアーノがマントヴァのドゥカーレ宮殿で制作し、今日ではエングレーヴィングでのみ知られているカール5世の肖像画を覚えていたことを思わせる。上半身像の公爵は鎧を着て、胴体をわずかにねじり、右手でつかんだ司令官の杖（ヴェネツィア共和国によって得られた将軍の象徴）を腰に乗せ、左腕を剣の柄の近くで伸ばしている。
鑑賞者に向けて固定された視線は、頭部を壁の暗い背景に配置する構図によって強調され、身体の残りの部分の背景には、棚を覆う赤いベルベットのドレープが配置されている。棚の上には壮麗な造形のドラゴンの紋章（アラゴン家との関係を暗示する）と白い羽毛飾りを持つ公爵の兜と、その他の元帥の杖が置かれている。そのうちの1つには教皇領の記章があり、もう1つにはフィレンツェ共和国の記章がある。これらの中には明らかな紋章と王朝の意味を持つオークの枝がある。この切断された二又に分かれた枝はモンテフェルトロ家の断絶後にデッラ・ローヴェレ家がウルビーノの領地を取得したことを暗示するかのように、新しい葉を芽吹かせている。また枝には公爵のモットーの1つである「SE SIBI」（「己のみ」の意）が記された小さなカルトゥーシュが巻きつけられている。これはフランチェスコ・マリーア自身とその家族のために戦うという公爵の意志を仄めかしている。したがって、4本の棒はヴェネツィア、フィレンツェ、教皇、そして「彼自身」、つまりペーザロ＝ウルビーノ公国の軍隊の長である公爵の輝かしい軍事的キャリア全体を象徴している。儀式的なポーズにもかかわらず、公爵の肖像画はその人間的な強さで印象的である。肌は歳月の経過を見せているが、モデルを醜くする代わりに、勇気や、魂の高潔さ、誇り、知恵、名誉などの特徴を増幅させている。公爵の顎髭と黒い髪に囲まれた顔は注意深く研究された光で輝いている。
ティツィアーノは筆遣いを様々な素材の効果に合わせて変化させている。たとえば、兜の羽毛の場合は素早く、背景の棚の赤いベルベットは粗くペースト状に、肌は厚く溶け合うように、また滑らかな白のタッチで鎧の輝きの効果を与えている。
この作品はピエロ・デッラ・フランチェスカ（1465年-1472年頃）の『フェデリーコ・ダ・モンテフェルトロの肖像』と比較され、ウルビーノ公国の政治的および文化的視点において生じた大きな変化を要約している。15世紀のピエロ・デッラ・フランチェスカの肖像画に描かれた背景の広い視野が明るく穏やかな小宇宙を暗示しているのに対し、次の世紀のティツィアーノの肖像画では、公爵は、まるで新しい偉大な大陸間の帝国の間でその領土が危険にさらされる中、隅にまで縮小されたかのように、軍のシンボルで囲まれた部屋に描かれている。

## 来歴
おそらく1537年にヴェネツィアで半ば完成した状態のフランチェスコ・マリーアの肖像画を見たピエトロ・アレティーノは、ヴェロニカ・ガンバラに宛てた手紙の中で肖像画を賞賛し、「彼のすべてのしわ、すべての髪、すべての兆候、そして彼を描いた色彩は肌の大胆ささえ示していません。しかしそれらは魂の活力を露わにします」と書いた。公爵の肖像画は『エレオノーラ・ゴンザガの肖像』とともに、1538年春にペーザロのドゥカーレ宮殿に届けられた。その後、17世紀にウルビーノ公国の最後の子孫であり、フェルディナンド2世・デ・メディチと結婚したヴィットーリア・デッラ・ローヴェレの持参金の一部としてフィレンツェに移された。